# Cantonul Milly-la-Forêt
Cantonul Milly-la-Forêt este un canton din arondismentul Évry, departamentul Essonne, regiunea Île-de-France, Franța.

## Comune
| Comune                   | Populație (1999) | Cod poștal | Cod INSEE   |
| ------------------------ | ---------------- | ---------- | ----------- |
| Boigneville              | 416 hab.         | 91720      | 91 2 18 069 |
| Buno-Bonnevaux           | 476 hab.         | 91720      | 91 2 18 121 |
| Courances                | 352 hab.         | 91490      | 91 2 18 180 |
| Courdimanche-sur-Essonne | 269 hab.         | 91720      | 91 2 18 184 |
| Dannemois                | 840 hab.         | 91490      | 91 2 18 195 |
| Gironville-sur-Essonne   | 806 hab.         | 91720      | 91 2 18 273 |
| Maisse                   | 2.661 hab.       | 91720      | 91 2 18 359 |
| Milly-la-Forêt           | 4.741 hab.       | 91490      | 91 2 18 405 |
| Moigny-sur-École         | 1.302 hab.       | 91490      | 91 2 18 408 |
| Oncy-sur-École           | 958 hab.         | 91490      | 91 2 18 463 |
| Prunay-sur-Essonne       | 310 hab.         | 91720      | 91 2 18 507 |
| Soisy-sur-École          | 1.357 hab.       | 91840      | 91 2 18 599 |